# Ertra, Ertra, Ertra
Ertra, Ertra, Ertra ("Eritreia, Eritreia, Eritreia") é o hino nacional da Eritreia. Foi adotado em 1993, logo após o país se tornar independente. A letra foi escrita por Solomon Tsehaye Beraki e a música composta por Isaac Abraham Meharezghi ed Aron Tekle Tesfatsion.

## Letra oficial
Ertra, Ertra, Ertra,
Beal dema'nalkese tedem sisu,
Meswaéta bharnet tdebisu.
Mewaél nekhisa'b élame
Témrti tsnat koynu sma,
Ertra za haben wtsuat,
Ameskira haki kem téwet.
REFRÃO:
Ertra, Ertra,
Abalem chebitato gbué kbra.

## Tradução
Eritreia, Eritreia, Eritreia,
Terra de fervor de nosso coração,
Viva seu povo.
Os inimigos provam o fel
Todos tem coração valente,
Protegendo nossa natureza,
Custe o que custar.
REFRÃO:
Eritreia, Eritreia,
Ocupa o lugar de nossos corações.